# Europese kampioenschappen roeien 2021
De Europese kampioenschappen roeien 2021 werden van vrijdag 9 april tot en met zondag 11 april gehouden op het Meer van Varese bij het Italiaanse Varese. Er werden medailles verdeeld op tweeëntwintig onderdelen, tien bij de mannen, acht bij de vrouwen en vier voor paralympische sporters. De Europese kampioenschappen golden tevens als kwalificatietoernooi voor de Olympische Zomerspelen een paar maanden later in Japan. In 2012 vonden de Europese kampioenschappen op hetzelfde meer plaats.
Als gevolg van de coronapandemie werden alle deelnemers getest. Bij drie Turkse roeiers werd besmetting met covid geconstateerd. Als gevolg daarvan trok de volledige Turkse delegatie bestaande uit zeventien roeiers zich terug.

## Medaillewinnaars

### Mannen
| Bootklasse              | Goud | Goud    | Zilver | Zilver  | Brons | Brons   |
| Skiff M1x               | Duitsland Oliver Zeidler | 6:48,86 | Denemarken Sverri Sandberg Nielsen | 6:49,97 | Polen Natan Węgrzycki-Szymczyk | 6:51,85 |
| Twee zonder M2-         | Kroatië Martin Sinković Valent Sinković | 6:23,37 | Italië Matteo Lodo Giuseppe Vicino | 6:24,72 | Servië Martin Mačković Miloš Vasić | 6:25,58 |
| Dubbel twee M2x         | Frankrijk Hugo Boucheron Matthieu Androdias | 6:12,41 | Nederland Melvin Twellaar Stef Broenink | 6:14,66 | Verenigd Koninkrijk John Collins Graeme Thomas | 6:14,77 |
| Vier zonder M4-         | Verenigd Koninkrijk Oliver Cook Matthew Rossiter Rory Gibbs Sholto Carnegie                                                                            | 5:56,49 | Roemenië Mihăiță Vasile Țigănescu Mugurel Semciuc Ștefan Constantin Berariu Cosmin Pascari                                                                            | 5:58,34 | Italië Marco Di Costanzo Giovanni Abagnale Bruno Rosetti Matteo Castaldo                                                                           | 5:59,42 |
| Dubbel vier M4x         | Italië Simone Venier Andrea Panizza Luca Rambaldi Giacomo Gentili                                                                                      | 5:41,09 | Nederland Dirk Uittenbogaard Abe Wiersma Tone Wieten Koen Metsemakers                                                                                                 | 5:42,56 | Estland Jüri-Mikk Udam Allar Raja Tõnu Endrekson Kaspar Taimsoo                                                                                    | 5:45,44 |
| Acht M8+                | Verenigd Koninkrijk Josh Bugajski Jacob Dawson Thomas George Moe Sbihi Charles Elwes Oliver Wynne-Griffith James Rudkin Thomas Ford Henry Fieldman (s) | 5:30,86 | Roemenië Alexandru Chioseaua Florin Lehaci Constantin Radu Sergiu Bejan Vlad Dragoș Aicoboae Constantin Adam Florin Arteni-Fîntînariu Ciprian Huc Adrian Munteanu (s) | 5:31,42 | Nederland Bjorn van den Ende Ruben Knab Jasper Tissen Simon van Dorp Maarten Hurkmans Bram Schwarz Mechiel Versluis Robert Lücken Eline Berger (s) | 5:32,25 |
| Lichte skiff LM1x       | Hongarije Péter Galambos | 7:01,52 | Italië Gabriel Soares | 7:03,63 | Polen Artur Mikołajczewski | 7:03,83 |
| Lichte twee zonder LM2- | Hongarije Bence Szabó Kálmán Furkó | 6:48,48 | Italië Simone Mantegazza Simone Fasoli | 6:57,57 | Moldavië Serghei Abramov Dmitrii Zincenco | 7:18,45 |
| Lichte dubbel twee LM2x | Ierland Fintan McCarthy Paul O'Donovan | 6:18,14 | Duitsland Jonathan Rommelmann Jason Osborne | 6:19,94 | Italië Stefano Oppo Pietro Ruta | 6:21,05 |
| Lichte dubbel vier LM4x | Italië Martino Goretti Antonio Vicino Patrick Rocek Niels Torre                                                                                        | 5:52,06 | Frankrijk Benjamin David Baptiste Savaete Victor Marcelot Ferdinand Ludwig                                                                                            | 5:52,08 | Nederland Koen van Brussel Vincent Goris Lay de Jong Ward van Zeijl                                                                                | 6:01,62 |

### Vrouwen
| Bootklasse              | Goud | Goud                | Zilver | Zilver              | Brons | Brons               |
| Skiff W1x               | Rusland Anna Prakaten | 7:29,76             | Verenigd Koninkrijk Victoria Thornley | 7:36,17             | Zwitserland Jeannine Gmelin | 7:37,10             |
| Twee zonder W2-         | Verenigd Koninkrijk Polly Swann Helen Glover | 7:02,73             | Roemenië Adriana Ailincăi Iuliana Buhuș | 7:03,02             | Spanje Aina Cid Virginia Díaz Rivas | 7:03,75             |
| Dubbel twee W2x         | Roemenië Nicoleta-Ancuța Bodnar Simona Radiș | 6:49,84             | Litouwen Donata Karalienė Milda Valčiukaitė | 6:53,33             | Verenigd Koninkrijk Holly Nixon Saskia Budgett | 6:55,13             |
| Vier zonder W4-         | Nederland Ellen Hogerwerf Karolien Florijn Ymkje Clevering Veronique Meester                                                                                           | 6:27,51             | Ierland Aifric Keogh Eimear Lambe Fiona Murtagh Emily Hegarty                                                                                                  | 6:27,96             | Verenigd Koninkrijk Rowan McKellar Harriet Taylor Karen Bennett Rebecca Shorten                                                                                                   | 6:31,27             |
| Dubbel vier W4x         | Nederland Laila Youssifou Inge Janssen Olivia van Rooijen Nicole Beukers                                                                                               | 6:22,82             | Verenigd Koninkrijk Mathilda Hodgkins-Byrne Hannah Scott Charlotte Hodgkins-Byrne Lucy Glover                                                                  | 6:23,24             | Duitsland Daniela Schultze Carlotta Nwajide Frieda Hämmerling Franziska Kampmann                                                                                                  | 6:25,20             |
| Acht W8+                | Roemenië Maria-Magdalena Rusu Viviana Iuliana Bejinariu Georgiana Dedu Maria Tivodariu Ioana Vrinceanu Amalia Bereș Mădălina Bereș Denisa Tîlvescu Daniela Druncea (s) | 6:06,67             | Nederland Elsbeth Beeres Nika Vos Dieuwertje den Besten Marloes Oldenburg Hermijntje Drenth Tinka Offereins Aletta Jorritsma Karien Robbers Dieuwke Fetter (s) | 6:09,98             | Rusland Jelena Daniljuk Jelisaweta Kowina Jekaterina Potapowa Anastassija Tichanowa Olga Saruba Anna Karpowa Jekaterina Sewostjanowa Jelisaweta Kornijenko Jelisaweta Krylowa (s) | 6:14,40             |
| Lichte skiff LW1x       | Wit-Rusland Alena Furman | 7:41,81             | Roemenië Gianina-Elena Beleagă | 7:45,80             | Frankrijk Claire Bové | 7:48,79             |
| Lichte twee zonder LW2- | Geen inschrijvingen | Geen inschrijvingen | Geen inschrijvingen | Geen inschrijvingen | Geen inschrijvingen | Geen inschrijvingen |
| Lichte dubbel twee LW2x | Italië Valentina Rodini Federica Cesarini | 6:58,66             | Verenigd Koninkrijk Emily Craig Imogen Grant | 6:59,56             | Nederland Marieke Keijser Ilse Paulis | 7:01,13             |
| Lichte dubbel vier LW4x | Geen inschrijvingen | Geen inschrijvingen | Geen inschrijvingen | Geen inschrijvingen | Geen inschrijvingen | Geen inschrijvingen |

### Para-roeien
| Bootklasse                         | Goud                                                                                            | Goud     | Zilver                                                                            | Zilver   | Brons                                                                                     | Brons    |
| Para mannen skiff PR1 M1x          | Oekraïne Roman Poljanskyj                                                                       | 9:22,58  | Verenigd Koninkrijk Benjamin Pritchard                                            | 9:34,06  | Duitsland Marcus Klemp                                                                    | 9:48,27  |
| Para vrouwen skiff PR1 W1x         | Noorwegen Birgit Skarstein                                                                      | 10:22,06 | Israël Moran Samuel                                                               | 10:27,46 | Oekraïne Anna Scheremet                                                                   | 10:46,66 |
| Para gemengd dubbel twee PR2 Mix2x | Verenigd Koninkrijk Lauren Rowles Laurence Whiteley                                             | 8:08,41  | Nederland Annika van der Meer Corné de Koning                                     | 8:17,69  | Frankrijk Perle Bouge Christophe Lavigne                                                  | 8:19,35  |
| Para gemengd vier PR3 Mix4+        | Verenigd Koninkrijk Ellen Buttrick Giedre Rakauskaite James C. Fox Oliver Stanhope Erin Kennedy | 6:52,14  | Frankrijk Erika Sauzeau Antoine Jesel Rémy Taranto Margot Boulet Robin Le Barreau | 7:05,26  | Oekraïne Olexandra Poljanska Darija Kotyk Stanislaw Samoljuk Maksym Schuk Julija Malassaj | 7:12,84  |

## Medailleklassement
| Plaats | Land                | Goud | Zilver | Brons | Totaal |
| 1      | Verenigd Koninkrijk | 3    | 3      | 3     | 9      |
| 2      | Italië              | 3    | 3      | 2     | 8      |
| 3      | Roemenië            | 2    | 4      | 0     | 6      |
| 4      | Nederland           | 2    | 3      | 3     | 8      |
| 5      | Hongarije           | 2    | 0      | 0     | 2      |
| 6      | Frankrijk           | 1    | 1      | 1     | 3      |
| 6      | Duitsland           | 1    | 1      | 1     | 3      |
| 8      | Ierland             | 1    | 1      | 0     | 2      |
| 10     | Rusland             | 1    | 0      | 1     | 2      |
| 11     | Wit-Rusland         | 1    | 0      | 0     | 1      |
| 11     | Kroatië             | 1    | 0      | 0     | 1      |
| 14     | Denemarken          | 0    | 1      | 0     | 1      |
| 14     | Litouwen            | 0    | 1      | 0     | 1      |
| 17     | Polen               | 0    | 0      | 2     | 2      |
| 18     | Spanje              | 0    | 0      | 1     | 1      |
| 18     | Estland             | 0    | 0      | 1     | 1      |
| 18     | Moldavië            | 0    | 0      | 1     | 1      |
| 18     | Zwitserland         | 0    | 0      | 1     | 1      |
| 18     | Servië              | 0    | 0      | 1     | 1      |
| Totaal | Totaal              | 18   | 18     | 18    | 54     |

| Plaats | Land                | Goud | Zilver | Brons | Totaal |
| 1      | Verenigd Koninkrijk | 2    | 1      | 0     | 3      |
| 2      | Oekraïne            | 1    | 0      | 2     | 3      |
| 3      | Noorwegen           | 1    | 0      | 0     | 1      |
| 4      | Frankrijk           | 0    | 1      | 1     | 2      |
| 5      | Israël              | 0    | 1      | 0     | 1      |
| 5      | Nederland           | 0    | 1      | 0     | 1      |
| 6      | Duitsland           | 0    | 0      | 1     | 1      |
| Totaal | Totaal              | 4    | 4      | 4     | 12     |